# Schigansk
Schigansk (russisch Жига́нск; jakutisch Эдьигээн, Edjigeen) ist ein Dorf (selo) in der Republik Sacha (Jakutien) in Russland mit 3420 Einwohnern (Stand 14. Oktober 2010).

## Geographie

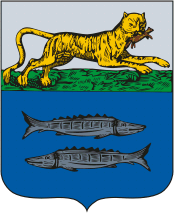
Stadtwappen von Schigansk (1790)

Der Ort liegt gut 600 km Luftlinie nordwestlich der Republikhauptstadt Jakutsk in der Mitteljakutischen Niederung am linken Ufer der Lena bei der Einmündung der Nuora (auch Strekalowka).
Schigansk ist Verwaltungszentrum des Rajon Schiganski. Das Dorf ist Sitz und einzige Ortschaft der Landgemeinde (selskoje posselenije) Schiganski nasleg.

## Geschichte
Der Ort wurde 1632 von Kosaken unter Pjotr Beketow als Ostrog gegründet, etwas später im gleichen Jahr wie der Ostrog, aus dem die heutige jakutische Hauptstadt Jakutsk hervorging. 1783 wurde Schigansk Verwaltungssitz eines Ujesds der bis 1920 existierenden Oblast Jakutsk und erhielt damit die Stadtrechte. Bereits 1805 wurde der Ujesd wieder aufgelöst und Schigansk verlor seine Verwaltungsfunktion, blieb aber die nördlichste Stadt an der Lena, bis es 1917 wieder zum Dorf herabgestuft wurde.
1930 wurde Schigansk wieder Zentrum eines nach ihm benannten Rajons, der aufgrund der überwiegenden Besiedlung durch Ewenken als Ewenkischer Nationalrajon eingestuft war. Später wurde dieser Status aufgehoben, jedoch 2008 wiederhergestellt (2002 stellten Ewenken gut 47 %, Jakuten knapp 34 % der Bevölkerung).

### Bevölkerungsentwicklung
| Jahr | Einwohner |
| ---- | --------- |
| 1939 | 658       |
| 1959 | 1621      |
| 1970 | 3202      |
| 1979 | 4025      |
| 1989 | 4511      |
| 2002 | 3346      |
| 2010 | 3420      |

Anmerkung: Volkszählungsdaten

## Verkehr
Schigansk ist nicht an das feste Straßennetz angeschlossen. In der eisfreien Zeit besteht Schiffsverbindung auf der Lena; im Winter ist das Dorf über eine Eisstraße auf dem Fluss erreichbar. Nördlich des Ortes befindet sich ein kleiner Flughafen (ICAO-Code UEVV).